# Chiesa di Sant'Isidoro alle Terme
La chiesa di Sant'Isidoro alle Terme era un luogo di culto cattolico di Roma, nel rione Castro Pretorio. 

## Storia e descrizione

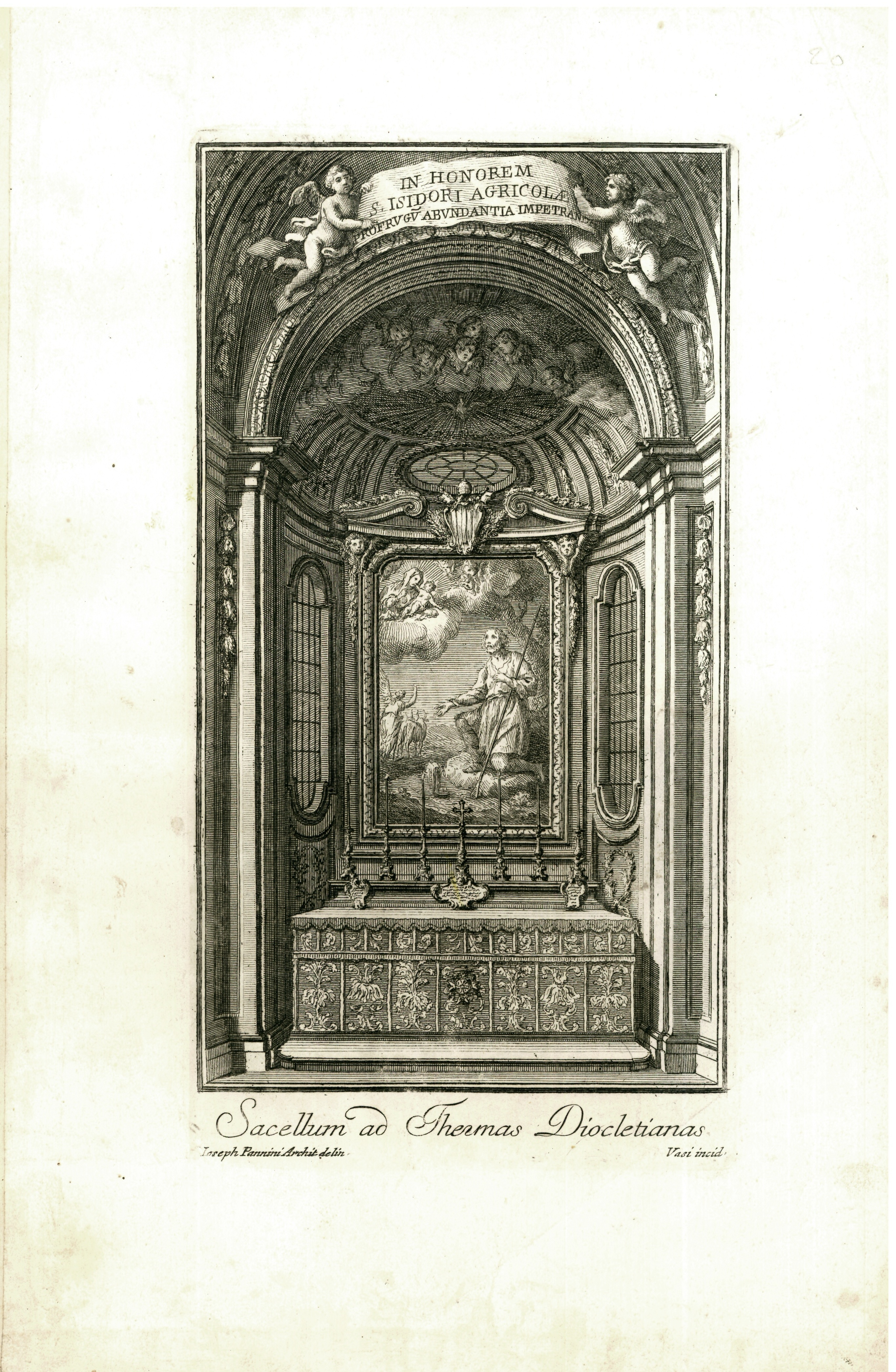
Altare maggiore della scomparsa chiesa di Sant'Isidoro a Roma, incisione di Giuseppe Vasi (XVIII secolo)

Fu fatta costruire da papa Benedetto XIV nel 1754 e realizzata dall'architetto Giuseppe Pannini, utilizzando alcuni ambienti a fianco dell'Aula ottagona delle Terme di Diocleziano; questi ambienti, e altri ora distrutti, nel corso dei secoli erano stati utilizzati dai papi come deposito dell'annona pontificia, ossia magazzini per la conservazione delle granaglie dello Stato Pontificio.
La chiesa fu prima sconsacrata e poi demolita nel 1940 per consentire la riemersione dei resti delle terme di Diocleziano. Su via Parigi è tuttora visibile la sua facciata; si conserva tuttora un piccolo ambiente interno, in passato utilizzato come spazio espositivo del Museo nazionale romano delle Terme di Diocleziano, ma ad oggi (2023) non accessibile al pubblico.